# Chiesa di San Sebastiano (Tatti)
La chiesa di San Sebastiano è un edificio sacro situato a Tatti, nel comune di Massa Marittima, in provincia di Grosseto.

## Storia
Situata lungo via Gramsci, un tempo via Maestra che seguiva il perimetro delle mura difensive, la chiesa è ricordata come pieve in una bolla di papa Clemente III inviata a Gualfredo vescovo di Grosseto nel 1188.
Nel 1676 la si ritrova citata con il titolo di San Sebastiano. La chiesa, che fu tenuta dalla Confraternita della Misericordia, subì un radicale intervento di ristrutturazione tra il XVIII e il XIX secolo che le conferì l'attuale aspetto.

## Descrizione

### Esterno
La chiesa presenta una facciata a vento risalente al XVIII secolo, intonacata, con un portale sormontato da una finestra a lunetta e campaniletto a vela. Il lato posteriore è alzato di cinque metri rispetto al piano stradale, mentre ai lati l'edificio è delimito a sinistra da un vicolo e a destra da altri edifici.

### Interno
L'interno è a una sola navata con presbiterio rialzato. Il coro è decorato a tempera con motivi a metope e triglifi di ispirazione classica. La chiesa si presenta spoglia e scarsamente decorata. L'unico elemento artistico di rilievo è una statua lignea raffigurante San Sebastiano, di scuola senese del XVI secolo: la scultura è stata restaurata nel 1997 da Maria Rosa Cavari presso il laboratorio della Pinacoteca di Siena.
All'interno della chiesa si segnalano inoltre la presenza di un fonte battesimale e di una piccola acquasantiera in marmo e ferro battuto, e quattro lapidi in marmo del XIX secolo con epigrafi a ricordo di alcuni abitanti del paese: riportano la memoria di Beatrice Ventavoli (1850), Niccola Ventavoli (1851), Giuseppe Lotti (1858) e Maria Tonini Pagliuchi (1871).